# Microhyla
Microhyla – rodzaj płazów bezogonowych z podrodziny Microhylinae w rodzinie wąskopyskowatych (Microhylidae).

## Zasięg występowania
Rodzaj obejmuje gatunki występujące na Riukiu (Japonia) i w Chinach na południe przez Indie do Sri Lanki i przez Azję Południowo-Wschodnią do Sumatry, Borneo, Jawy i Bali.

## Systematyka

### Etymologia
- Microhyla (Micrhyla): gr. μικρος mikros „mały”[11]; rodzaj Hyla Laurenti, 1768.
- Siphneus: gr. σιφνευς siphneus „kret”, od σιφνος siphnos „okaleczony”[12]. Gatunek typowy: Engystoma ornatum A.M.C. Duméril & Bibron, 1841; nazwa zajęta przez Siphneus Brants, 1827 (Mammalia).
- Dendromanes: gr. δενδρον dendron „drzewo”[13]; -μανης -manēs „namiętnie lubi, pasjonuje się”, od μανια mania „pasja”, od μαινομαι mainomai „złościć się”[14]. Nazwa zastępcza dla Microhyla Tschudi, 1838.
- Diplopelma: gr. διπλος diplos „podwójny”, od δυο duo „dwa”; πελμα pelma, πελματος pelmatos „podeszwa stopy”[6]. Nazwa zastępcza dla Siphneus Fitzinger, 1843.
- Scaptophryne: gr. σκαπτω skaptō „kopać”[15]; φρυνη phrunē, φρυνης phrunēs „ropucha”[16]. Gatunek typowy: Scaptophryne labyrinthica Fitzinger, 1861 (= Engystoma pulchrum Hallowell, 1861).
- Copea: Edward Drinker Cope (1840–1897), amerykański paleontolog, zoolog i ewolucjonista[8]. Gatunek typowy: Copea fulva Steindachner, 1864 (= Engystoma rubrum Jerdon, 1853).
- Ranina: rodzaj Rana Linnaeus, 1758; łac. przyrostek -ina „należący do, odnoszący się do, podobny”[17]. Gatunek typowy: Ranina symetrica David, 1871 (= Engystoma pulchrum Hallowell, 1861).

### Podział systematyczny
Do rodzaju należą następujące gatunki:

- Microhyla achatina Tschudi, 1838
- Microhyla aurantiventris Nguyen, Poyarkov, Nguyen, Nguyen, Tran, Gorin, Murphy & Nguyen, 2019
- Microhyla beilunensis  Zhang, Fei, Ye, Wang, Wang & Jiang, 2018
- Microhyla berdmorei (Blyth, 1856)
- Microhyla borneensis Parker, 1928
- Microhyla butleri Boulenger, 1900
- Microhyla chakrapanii Pillai, 1977
- Microhyla dabieshanensis Zhang, Chen & Zhang, 2022
- Microhyla daklakensis Hoang, Nguyen, Ninh, Luong, Pham, Nguyen, Orlov, Chen, Wang, Ziegler & Jiang, 2021
- Microhyla darevskii Poyarkov, Vassilieva, Orlov, Galoyan, Tran, Le, Kretova & Geissler, 2014
- Microhyla darreli Garg, Suyesh, Das, Jiang, Wijayathilaka, Amarasinghe, Alhadi, Vineeth, Aravind, Senevirathne, Meegaskumbura & Biju, 2018
- Microhyla eos Biju, Garg, Kamei & Maheswaran, 2019
- Microhyla fanjingshanensis Li, Zhang, Xu, Lv & Jiang, 2019
- Microhyla fissipes Boulenger, 1884
- Microhyla fodiens Poyarkov, Gorin, Zaw, Kretova, Gogoleva, Pawangkhanant & Che, 2019
- Microhyla gadjahmadai Atmaja, Hamidy, Arisuryanti, Matsui & Smith, 2019[18]
- Microhyla heymonsi Vogt, 1911
- Microhyla hmongorum Hoang, Nguyen, Phan, Pham, Ninh, Wang, Jiang, Ziegler & Nguyen, 2022
- Microhyla irrawaddy Poyarkov, Gorin, Zaw, Kretova, Gogoleva, Pawangkhanant & Che, 2019
- Microhyla karunaratnei Fernando & Siriwardhane, 1996
- Microhyla kodial Vineeth, Radhakrishna, Godwin, Anwesha, Rajashekhar & Aravind, 2018
- Microhyla kuramotoi Matsui & Tominaga, 2020
- Microhyla laterite Seshadri, Singal, Priti, Ravikanth, Vidisha, Saurabh, Pratik & Gururaja, 2016
- Microhyla maculifera Inger, 1989
- Microhyla malang Matsui, 2011
- Microhyla mantheyi Das, Yaakob & Sukumaran, 2007
- Microhyla mihintalei Wijayathilaka, Garg, Senevirathne, Karunarathna, Biju & Meegaskumbura, 2016
- Microhyla minuta Poyarkov, Vassilieva, Orlov, Galoyan, Tran, Le, Kretova & Geissler, 2014
- Microhyla mixtura Liu & Hu, 1966
- Microhyla mukhlesuri Hasan, Islam, Kuramoto, Kurabayashi & Sumida, 2014
- Microhyla mymensinghensis Hasan, Islam, Kuramoto, Kurabayashi & Sumida, 2014
- Microhyla nakkavaram Garg, Sivaperuman, Gokulakrishnan, Chandramouli & Biju, 2022
- Microhyla neglecta Poyarkov, Nguyen, Trofimets & Gorin, 2020
- Microhyla nepenthicola Das & Haas, 2010
- Microhyla nilphamariensis Howlader, Nair, Gopalan & Merilä, 2015
- Microhyla ninhthuanensis Hoang, Nguyen, Ninh, Luong, Pham, Nguyen, Orlov, Chen, Wang, Ziegler & Jiang, 2021
- Microhyla okinavensis Stejneger, 1901
- Microhyla orientalis Matsui, Hamidy & Eto, 2013
- Microhyla ornata (A.M.C. Duméril & Bibron, 1841) – wąskopysk ozdobny[19]
- Microhyla palmipes Boulenger, 1897
- Microhyla picta Schenkel, 1901
- Microhyla pineticola Poyarkov, Vassilieva, Orlov, Galoyan, Tran, Le, Kretova & Geissler, 2014
- Microhyla pulchra (Hallowell, 1861)
- Microhyla rubra (Jerdon, 1853)
- Microhyla sholigari Dutta & Ray, 2000
- Microhyla sriwijaya Eprilurahman, Hamidy, Smith, Garg & Biju, 2021
- Microhyla superciliaris Parker, 1928
- Microhyla taraiensis Khatiwada, Shu, Wang, Thapa, Wang & Jiang, 2017
- Microhyla tetrix Poyarkov, Pawangkhanant, Gorin, Juthong & Suwannapoom, 2020
- Microhyla xodangorum Hoang, Nguyen, Phan, Pham, Ninh, Wang, Jiang, Ziegler & Nguyen, 2022
- Microhyla zeylanica Parker & Osman-Hill, 1949